# Membraniporella neptuni
Membraniporella neptuni är en mossdjursart som beskrevs av Jullien 1903. Membraniporella neptuni ingår i släktet Membraniporella och familjen Cribrilinidae. Inga underarter finns listade i Catalogue of Life.